# Kronsee
Der Kronsee ist ein See in der Holsteinischen Schweiz. Er liegt im Verlauf der Schwentine flussabwärts zwischen dem Kleinen Plöner See und dem Fuhlensee südlich des Gutes Wahlstorf.
Er ist 23 ha groß, bis zu 8 m tief und liegt etwa 20 m ü. NN. Der Wasserhaushalt wird durch den hohen Durchfluss der Schwentine dominiert. Der Umsatz im See ist so hoch, dass sich im Sommer keine Schichtung einstellt und auch das bodennahe Wasser hohe Sauerstoffkonzentrationen hat.